# Mimosa hirsuta
Mimosa hirsuta är en ärtväxtart som beskrevs av Spreng.. Mimosa hirsuta ingår i släktet mimosor, och familjen ärtväxter. Inga underarter finns listade i Catalogue of Life.